# Alonso Martínez (métro de Madrid)
Alonso Martínez est une station des lignes 4,
5 et 10 du métro de Madrid, en Espagne.

## Situation
Sur la ligne 4, la station se situe entre Bilbao au nord-ouest, en direction de Argüelles et Colón au sud-est, en direction de Pinar de Chamartín.
Sur la ligne 5, elle se situe entre Rubén Darío au nord-est, en direction de Alameda de Osuna et Chueca au sud, en direction de Casa de Campo.
Sur la ligne 10, elle se situe entre Gregorio Marañón au nord, en direction de Hospital Infanta Sofía et Tribunal au sud-ouest, en direction de Puerta del Sur.
Elle est établie sous la place Alonso Martínez, entre les quartiers de Justicia, de l'arrondissement du Centre, et d'Almagro, de l'arrondissement de Chamberí.
Elle possède deux voies et deux quais latéraux sur chaque ligne.

## Dénomination
La station porte le nom de Manuel Alonso Martínez (1827-1891), juriste et homme politique.

## Historique
La station est ouverte le 23 mars 1944, lors de la mise en service de la première section de la ligne 4 entre Argüelles et Goya.
Le 2 mars 1970, elle devient une station de correspondance lors de l'ouverture des quais de la ligne 5 au moment de la mise en service d'une nouvelle section entre Callao et Ventas.
Enfin le 18 décembre 1981, une nouvelle correspondance est établie avec la ligne 10 lors de l'ouverture d'une nouvelle section de celle-ci depuis Plaza de España. En 2002, ces quais sont allongés de 90 à 115 m lors de la mise à grand gabarit de cette ligne.

## Service des voyageurs

### Accueil
La station comporte quatre accès équipés d'escaliers et d'escaliers mécaniques, mais sans ascenseur.

### Intermodalité
La station est en correspondance avec les lignes d'autobus no 3, 7, 21, 37, N23, N25 et N26 du réseau EMT.